# Scarrington
 (août 2023).
Scarrington est une paroisse civile et un village du Nottinghamshire, en Angleterre.